# Зільке Мюллер
Зільке Мюллер (нім. Silke Müller, 11 листопада 1978) — німецька хокеїстка на траві.
Олімпійська чемпіонка 2004 року.
Переможниця Виклику чемпіонів 2003 року.